# باول جونسون (لاعب كرة قدم)
باول جونسون (بالإنجليزية: Paul Johnson)‏ (25 مايو 1959 بستوك أون ترينت في المملكة المتحدة - ) هو لاعب كرة قدم بريطاني في مركز الدفاع. لعب مع ستوك سيتي وشروزبري تاون وماكليسفيلد تاون ونادي يورك سيتي وليك تاون ‏.

## وصلات خارجية
- بول جونسون على موقع قاعدة بيانات كرة القدم.إي يو (الإنجليزية)